# Boomerang (Italie)
Pour les articles homonymes, voir Boomerang (homonymie).
Boomerang possède une version italienne depuis le 31 juillet 2003 disponible en exclusivité sur le canal 609 de SKY Italia.
Elle possède une version de décalage d'une heure, Boomerang +1, disponible sur le canal 609 de Sky Italia depuis le 20 décembre 2008. Le 16 septembre 2015, Boomerang passe au format 16:9.
La version italienne est lancée en Suisse en mars 2020 sur UPC.

## Slogans
- 2015 : È tutto nuovo
- 2017 : Scopri Boomerang!

## Identité visuelle

Logo de Boomerang du 31 juillet 2003 au 5 avril 2005
Logo de Boomerang du 5 avril 2005 au 2 février 2015 à 6h
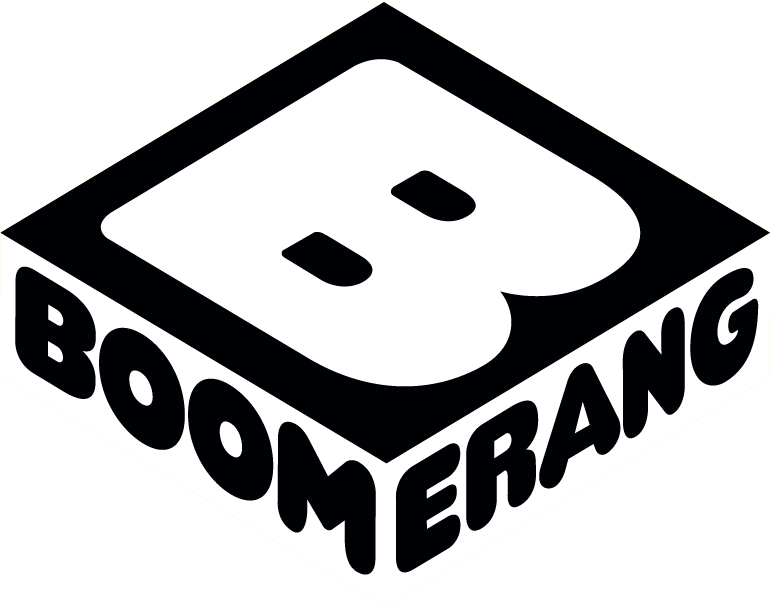
Logo de Boomerang depuis le 2 février 2015